# David Florida Laboratory
Koordinaten: 45° 20′ 49,5″ N, 75° 53′ 10,5″ W
Das David Florida Laboratory (DFL) ist eine Einrichtung der Canadian Space Agency (CSA). Die Einrichtung entwickelt, baut und testet Satelliten und Satellitensysteme für die Canadian Space Agency und andere Unternehmen sowie Raumfahrtagenturen. Es ist vergleichbar mit dem Jet Propulsion Laboratory der NASA. Das David Florida Laboratory befindet sich auf einem gemeinsam genutzten Gelände auf dem sich das kanadische Verteidigungsministerium (DREO) und ein Kommunikationsforschungszentrum in Shirleys Bay bei Ottawa befindet.

## Geschichte
Das David Florida Laboratory wurde am 29. September 1972 eröffnet. Benannt wurde die Einrichtung nach dem kanadischen Weltraumforscher David Florida, der 1971 verstorben war. Der erste Satellit, der auf dem DFL-Gelände auf Weltraumtauglichkeit getestet wurde, war ein kanadisch-amerikanischer Kommunikationssatellit mit dem Namen Hermes, der im Januar 1976 gestartet wurde. Anfangs war es im DFL nur möglich, die Subsysteme und einzelne Komponenten zu testen. Größere Komponenten und der abschließende Belastungstests wurden von der amerikanischen Einrichtung durchgeführt. Die Einrichtung wurde 1979/1980 deutlich besser ausgebaut und ausgestattet. Ziel der damaligen Regierungspolitik war es, ein erstklassiges Satellitenforschungs und -testzentrum in Kanada zu etablieren und so der Raumfahrtindustrie ein Zentrum zu geben, in welchem komplette Raumfahrzeuge entworfen, gebaut und getestet werden können.
Der erste Ausbau des DFL enthielt:
- bessere und größere Lagermöglichkeiten
- eine neue große Thermo-Vakuumkammer (damit werden Weltraumbedingungen simuliert, der Temperaturbereich reicht von −186 °C bis +150 °C).
- einen neuen Vibrationsstand (Simulationen beim Start einer Rakete u. a.)
- einen speziellen Raum um die Signalqualität zu analysieren.

Mit diesem Ausbau war man beim DFL in der Lage, größere und vor allem komplette Raumfahrzeuge zu konstruieren und zu testen, welche beispielsweise an Bord des Space Shuttle oder der Ariane in den Weltraum starten. Des Weiteren konnte man damit andere Prüfungszentren wie zum Beispiel das JPL entlasten, was die Wartezeit deutlich senkte. Außerdem konnte man auch Aufträge anderer Raumfahrtagenturen beim Bau und Test von Satellitensystemen annehmen.

## Projekte
Das erste größere Projekt, welches im David Florida Laboratory durchgeführt wurde, war das Testen auf Weltraumtauglichkeit des amerikanisch/kanadischen Telekommunikationssatelliten HERMES. Dieser wurde am 17. Januar 1976 in den Orbit gebracht. Das zweite größere Projekt war die Entwicklung und Bau des Remote Manipulator System (Canadarm). Die damaligen Tests für den Canadarm begannen 1977. Daraufhin folgte die Entwicklung und Bau des Canadarm2, der heute eine wichtige Rolle auf der Internationalen Raumstation (ISS) übernimmt. Ein weiteres größeres Projekt nach Canadarm2 war der Special Purpose Dexterous Manipulator (Dextre), der eine Erweiterung des Canadarm2 an der ISS darstellt.
Weitere Satelliten und Bauteile, die getestet oder gebaut wurden, waren u. a.:
- Anik-C2
- Anik-D1 und Anik-D2
- Brasilsat B1  und Brasilsat S2
- Olympus
- Indorstar
- RADARSAT-2
- Cassiope
- NEOSSat
- M3MSat

## Nutzung
Aktuell nutzen ca. 240 kanadische Unternehmen und Forschungseinrichtungen aus der Raumfahrtbranche die David Florida Laboratory (DFL). Einige Unternehmen nutzen die Einrichtung für mehrere Projekte. Die Anlagen des DFL werden auch von internationalen Unternehmen und Forschungseinrichtungen genutzt unter anderem von der Canadian Space Agency, MDA Space Missions, University of Toronto - Institute for Aerospace Studies und Com Dev. Einzelne Komponenten und Baugruppen für internationale Raumfahrtprojekte werden ebenfalls in den Anlagen des DFL auf Weltraumtauglichkeit getestet.